# Wassily Kandinsky
Wassily Kandinsky (ros. Василий Васильевич Кандинский, Wasilij Wasiljewicz Kandinski; ur. 4 grudnia?/16 grudnia 1866 w Moskwie, zm. 13 grudnia 1944 w Neuilly-sur-Seine) – rosyjski malarz, grafik i teoretyk sztuki, współtwórca i jeden z przedstawicieli abstrakcjonizmu.

## Życiorys
Kandinsky urodził się 4 grudnia 1866 w Moskwie. Pochodził z rodziny zamożnych przedsiębiorców. W 1871 r. jego rodzina przeniosła się do Odessy ze względu na problemy zdrowotne ojca. W gimnazjum Kandinsky pobierał lekcje gry na pianinie i na wiolonczeli. W 1886 wrócił do Moskwy, by studiować prawo i ekonomię. Nigdy jednak nie obronił pracy dyplomowej. Tuż po studiach wziął ślub ze swoją kuzynką Anną Chimiakiną.
W 1896 wyjechał do Monachium, aby w całości oddać się malarstwu. Akademia Sztuk Pięknych w Monachium uznała jednak jego umiejętności za niedostateczne. Zdecydował się więc na studia w szkole rysunku Antona Ažbe. W 1900 został przyjęty na Akademię Sztuk Pięknych w Monachium, gdzie studiował pod okiem Franza von Stucka. Przez pięć lat podróżował wraz z Gabrielą Münter po Europie. Następnie wrócił z nią do Bawarii i osiedlił się w Murnau. Był to okres bardzo intensywnego i owocnego poszukiwania inspiracji. Obrazy pochodzące z tamtego czasu to pejzaże charakteryzujące się dysharmonią kolorów. Często inspirował się również starymi rosyjskimi opowieściami, tworząc urzekające dzieła sztuki.
W 1901 r. założył grupę artystyczną Die Phalanx. W ciągu czterech lat Kandinsky zorganizował dwanaście wystaw dla członków grupy. W 1909 r., m.in. wraz z Jawlenskim, Kanoldtem, Kubinem, Münter, założył Neue Künstlervereinigung (z niem. nowe stowarzyszenie artystów) i został powołany na jej przewodniczącego. Za największy sukces Kandinskiego uważa się założenie w 1911 (wraz z przyjacielem Franzem Marcem) grupy Der Blaue Reiter. W tym samym roku artysta znalazł swoje upodobanie w literaturze. W 1912 wydał swoją pierwszą książkę „O duchowości w sztuce”.
Po wybuchu wojny Kandinsky opuścił Niemcy i 3 sierpnia 1914 udał się wraz z Gabrielą Münter do Szwajcarii, gdzie zaczął pisać swoją drugą książkę „Punkt i linia a płaszczyzna”. W listopadzie 1914 rozstał się z Münter, która wróciła do Monachium, zaś sam Kandinsky wyruszył do Moskwy. Jesienią 1916 poznał Ninę Andrejewską, córkę rosyjskiego generała, którą poślubił w 1917 r.
W 1921 r. powrócił do Niemiec. Tam był nauczycielem w Bauhausie od 1922 do czasu zamknięcia uczelni przez nazistów w 1933 Następnie wyjechał do Francji, gdzie spędził resztę życia. W 1939 otrzymał obywatelstwo francuskie.
Założyciel grupy Der Blaue Reiter oraz Die Phalanx. Działał we Wchutiemasie i Bauhausie. Swoje myślenie o sztuce ugruntował w metafizycznej spekulacji, uważał, że sztuka pełni funkcję metafizyczną, że dzieło sztuki jest bramą do transcendencji. Poglądy te wyłożył w rozprawie O duchowości w sztuce.
Był zainteresowany muzyką, interesowała go synteza sztuk.

## Wybrane prace

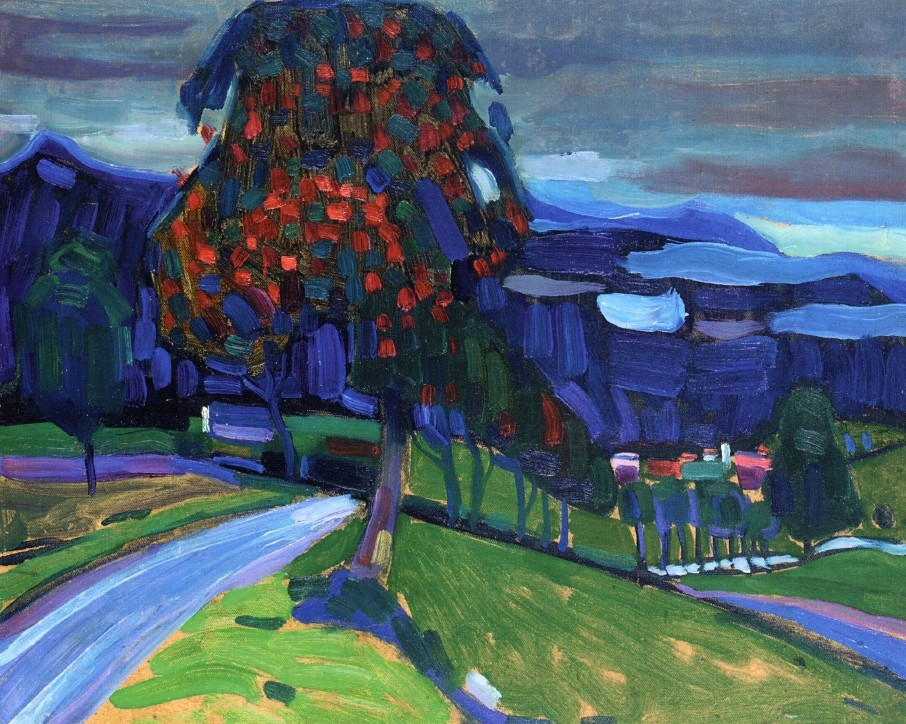
Jesień w Murnau, 1908
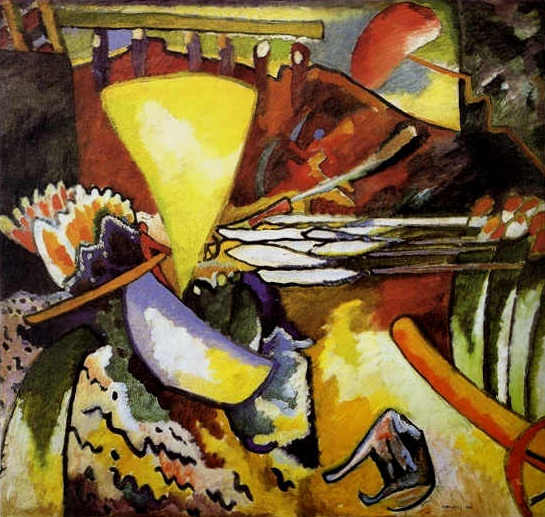
Improwizacja 11, 1910
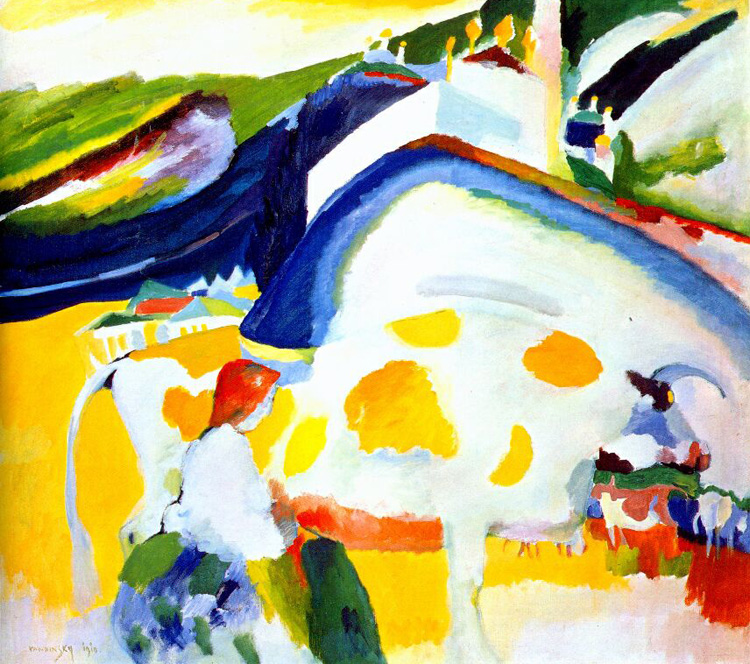
Krowa, 1910
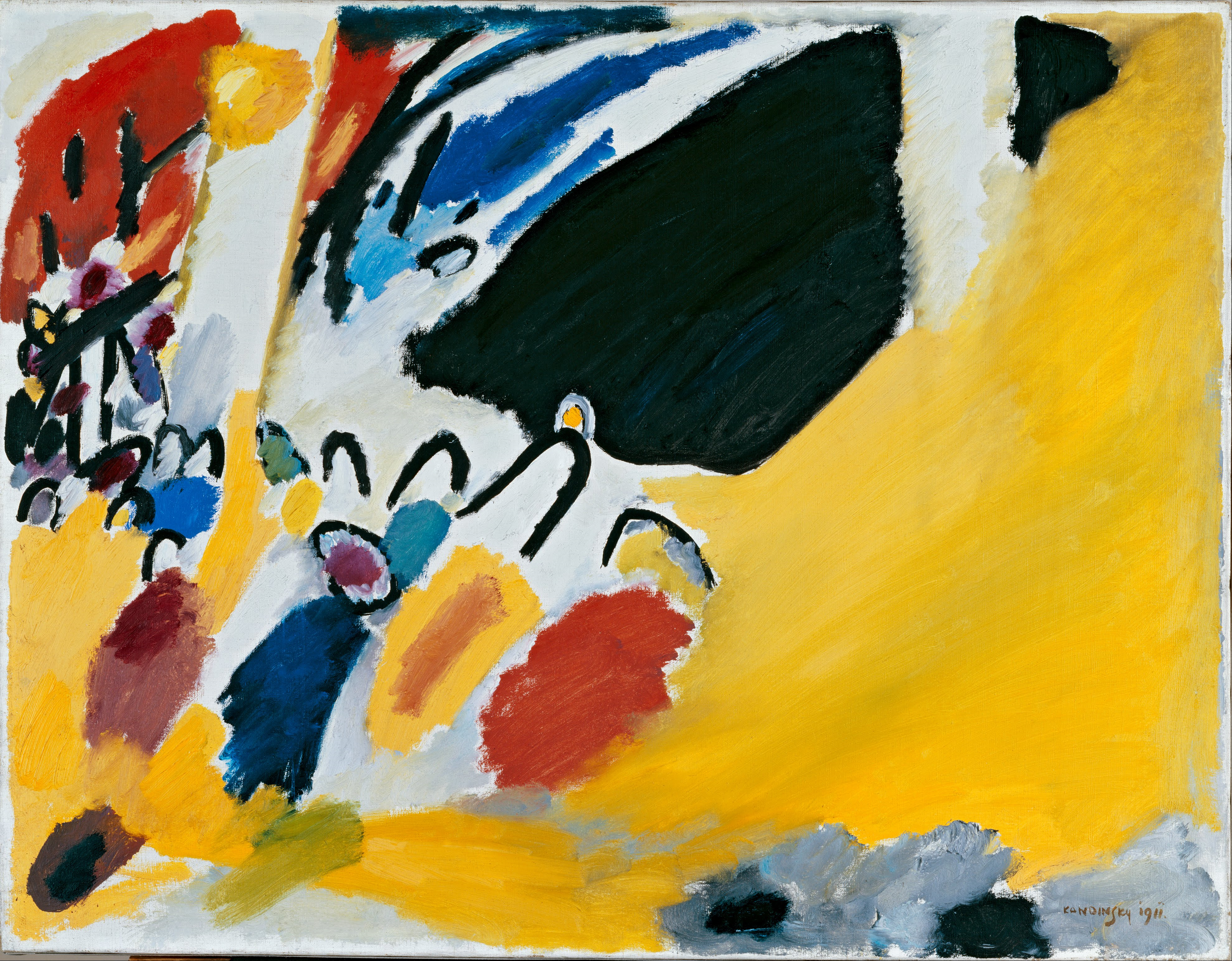
Impresja III (Koncert), 1911
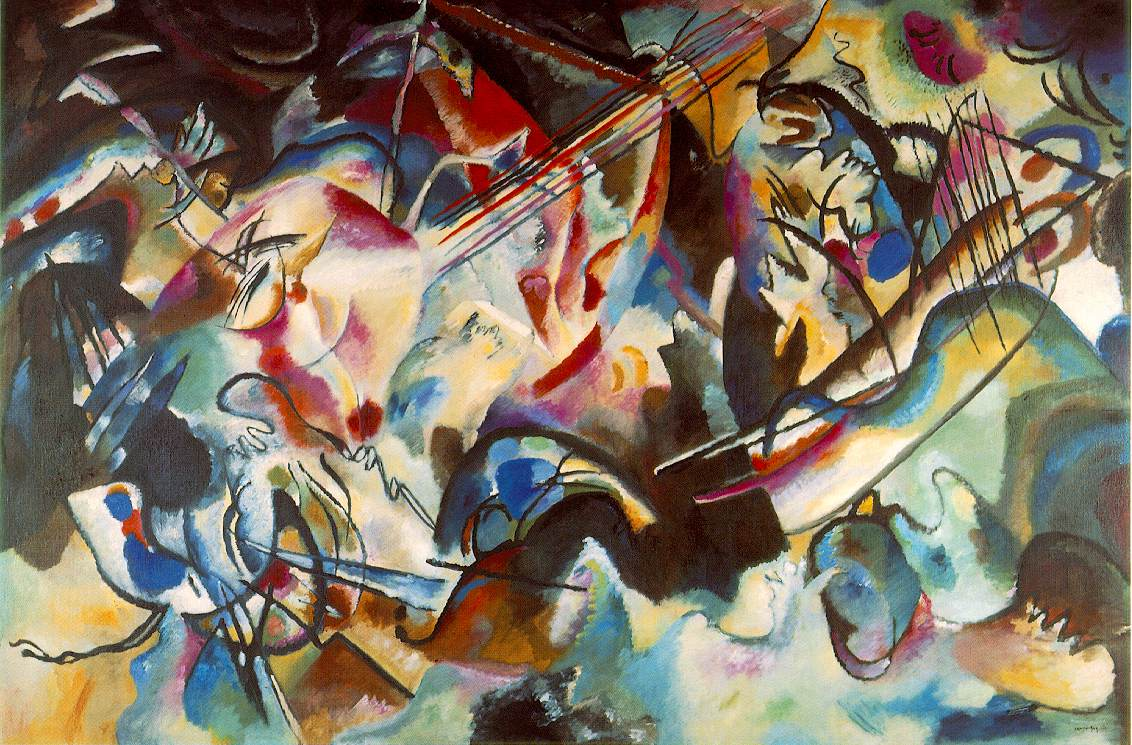
Kompozycja 6, 1913
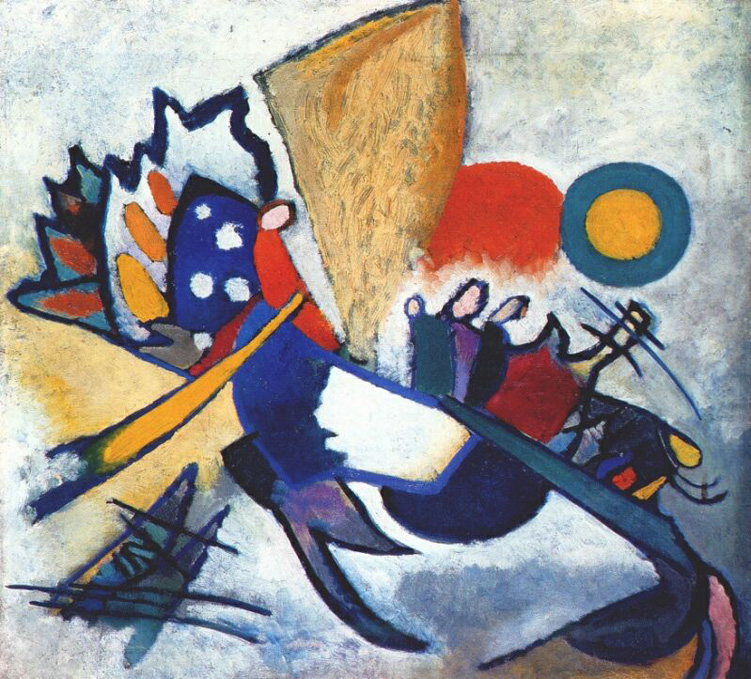
Improwizacja 209, 1917
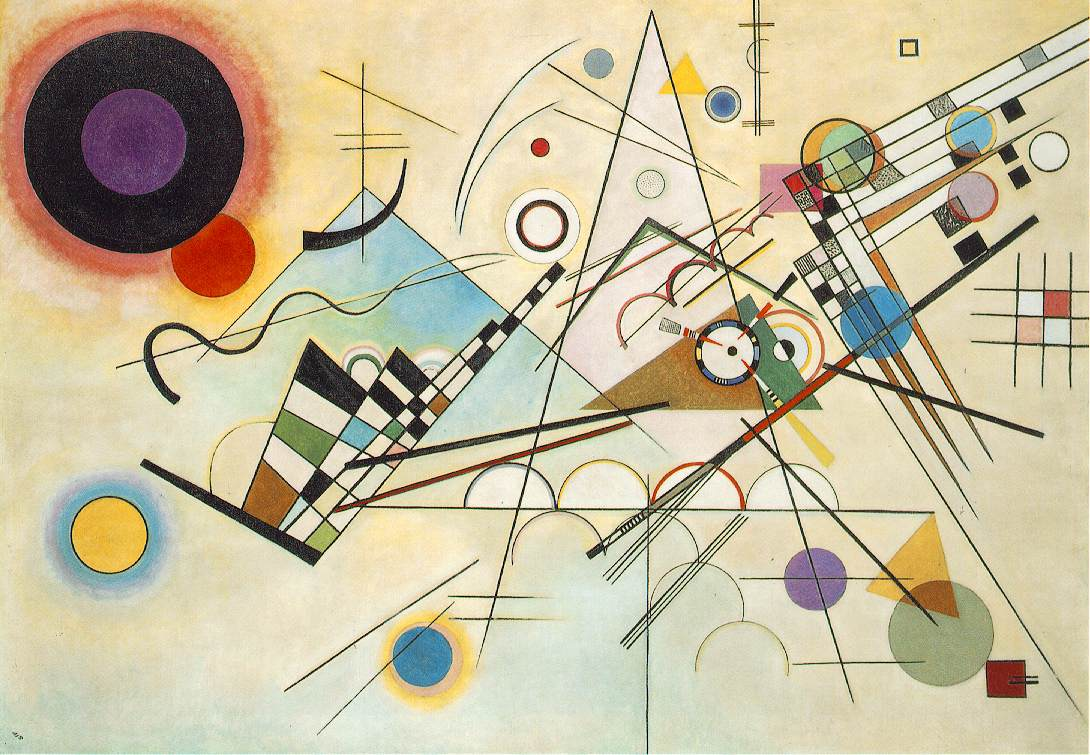
Kompozycja 8, 1923
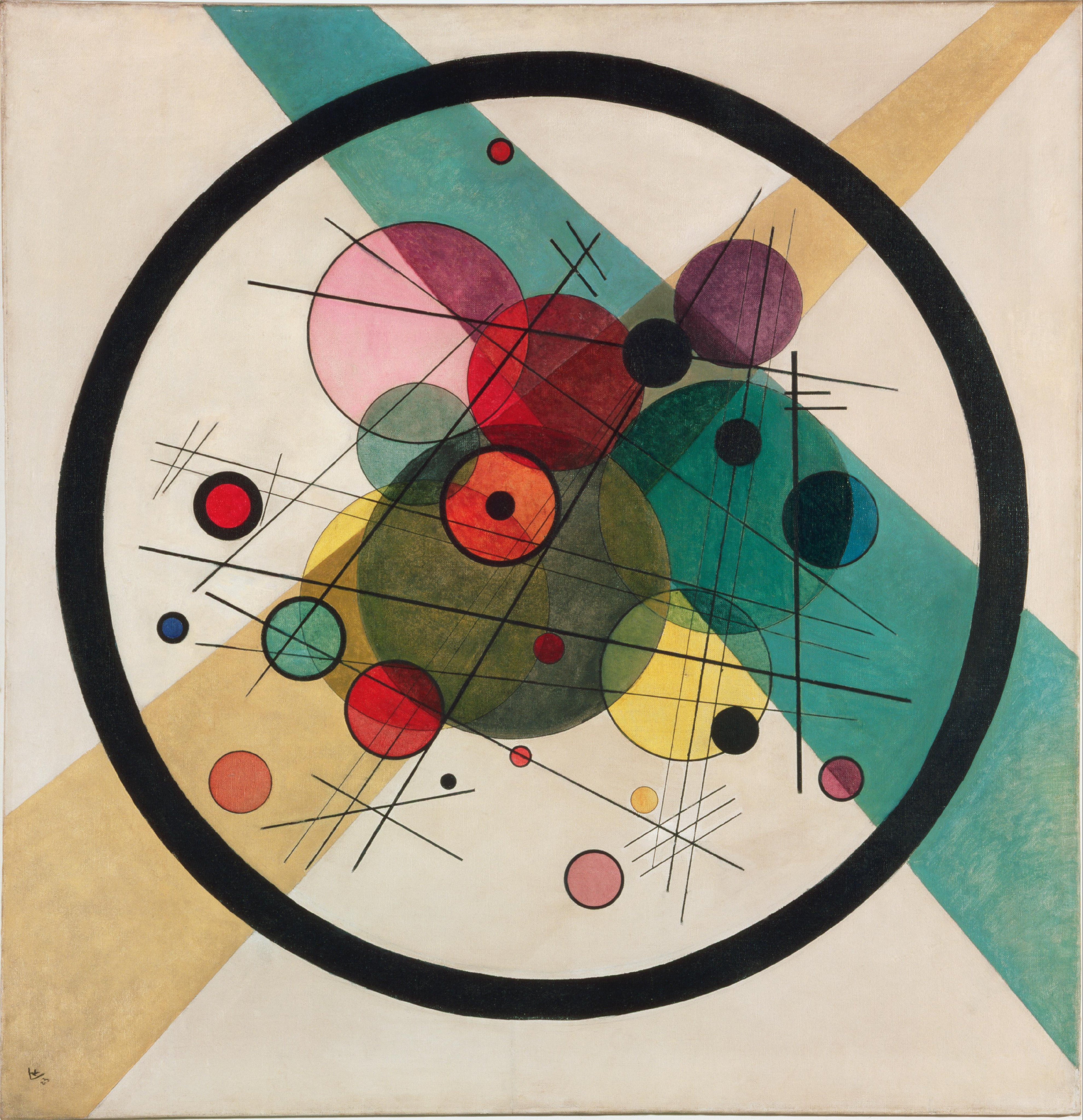
Okręgi w okręgu, 1923
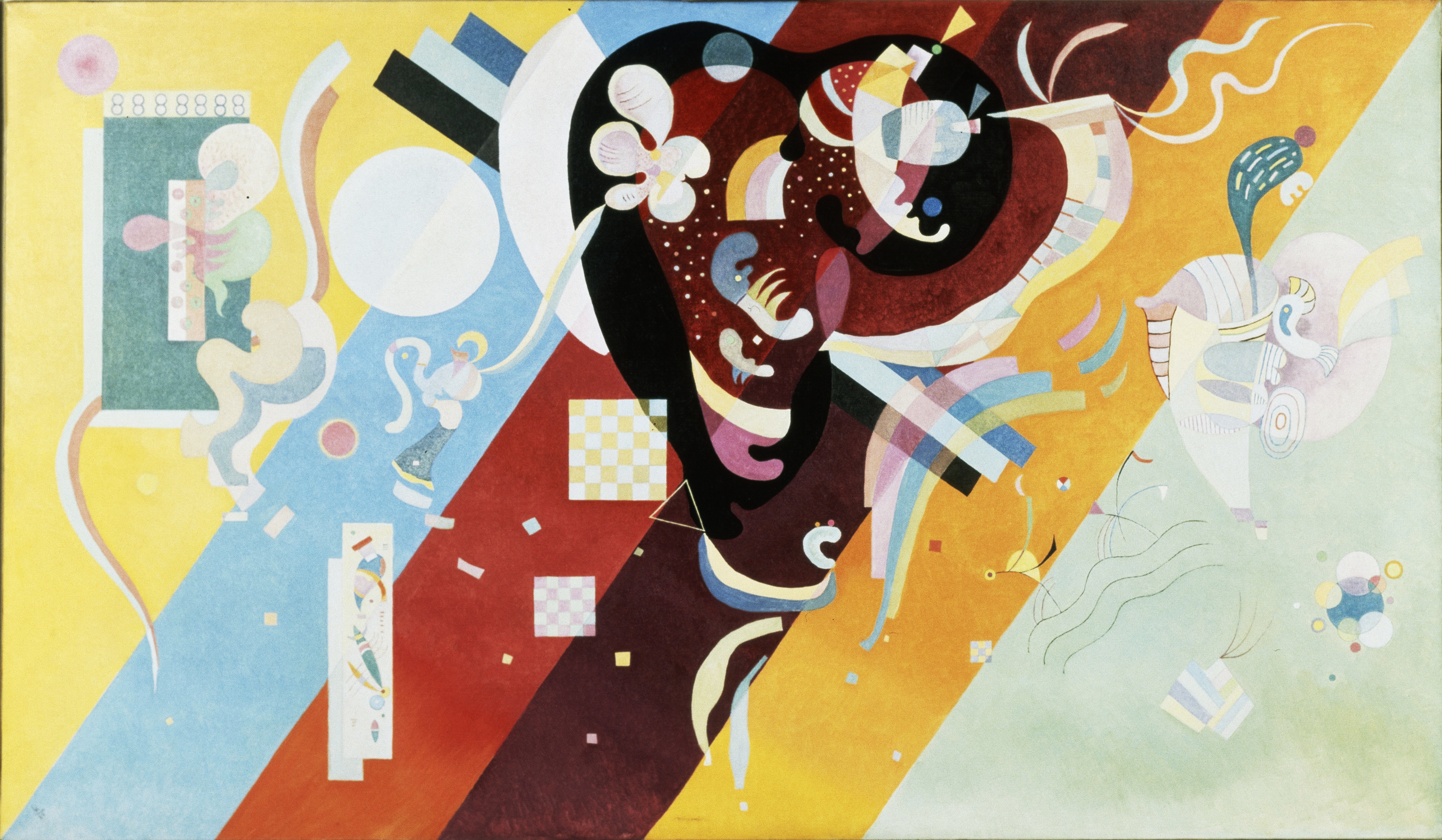
Kompozycja 9, 1926
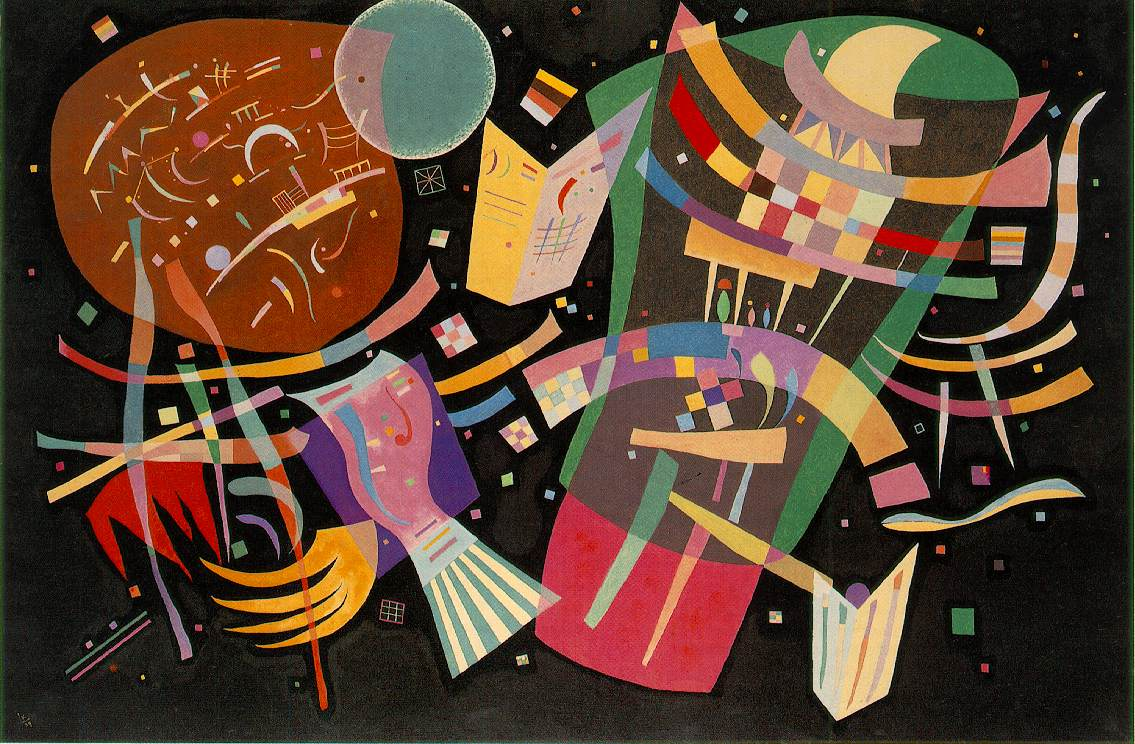
Kompozycja 10, 1939
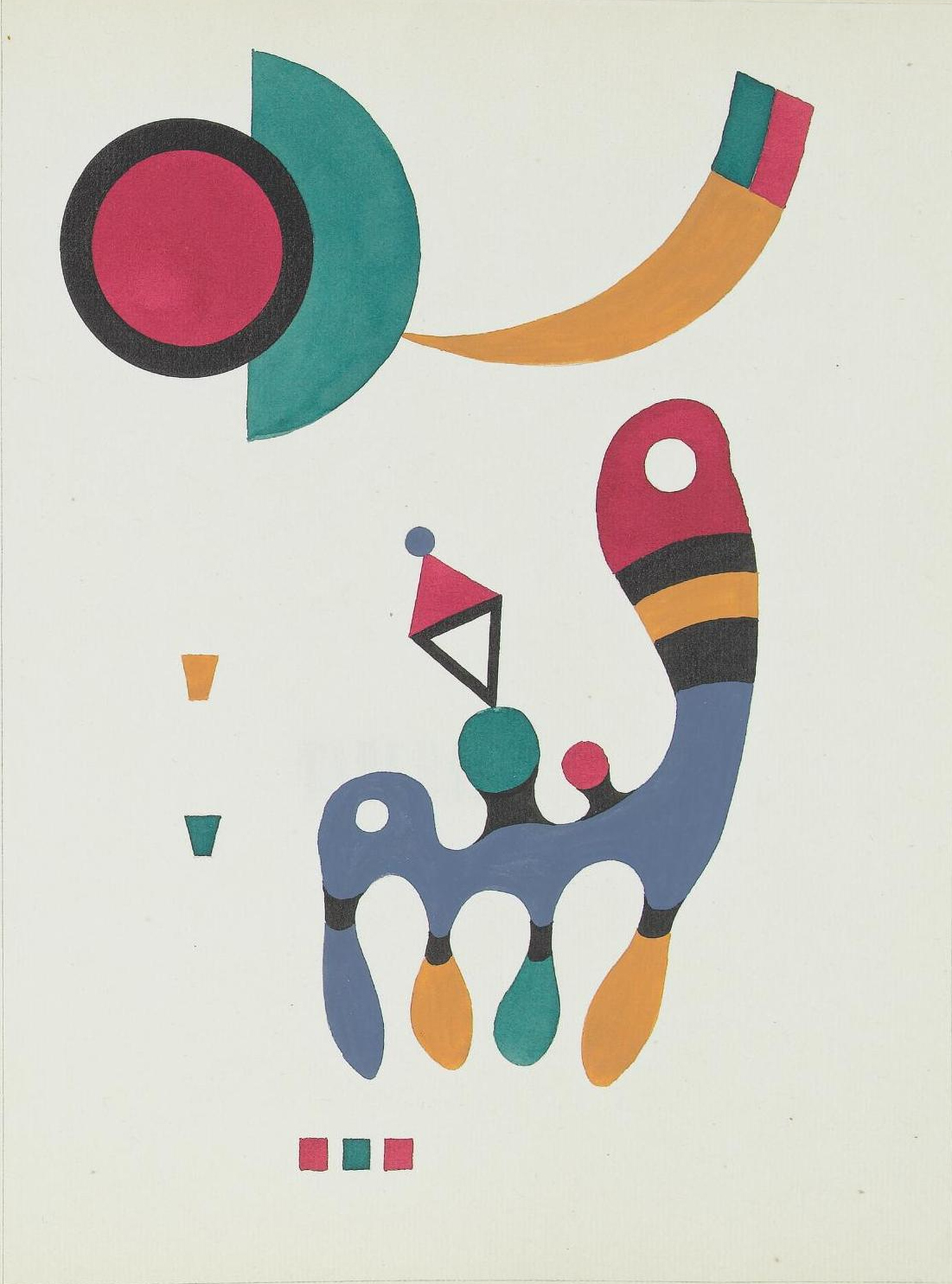
Kompozycja, 1944
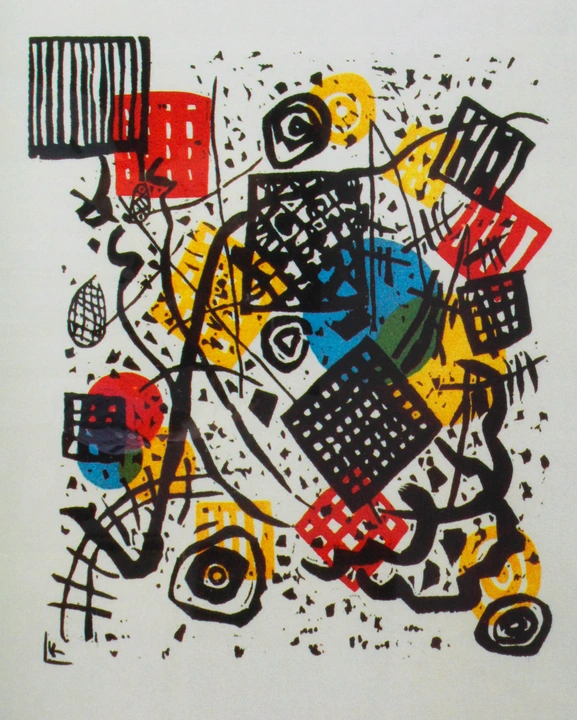
Małe Światy V, 1922

Akwarela „Kompozycja” z 1928 została skradziona z Muzeum Narodowego w Warszawie w 1984, przez USA trafiła do Galerii Thomas w Monachium (1988) i ponownie sprzedano ją w domu aukcyjnym Grisebach w 2022, mimo protestu polskiego rządu.

## Publikacje
- Über das Geistige in der Kunst, 1912
- Punkt und Linie zu Fläche 1926 (Punkt i Linia a Płaszczyzna – Przyczynek do Analizy Elementów Malarskich, wyd. pol. 1986).